# Rebecca (miniserie televisiva)
Rebecca è una miniserie televisiva in due puntate del 1997 diretta da Jim O'Brien e tratta dall'omonimo romanzo scritto da Daphne Du Maurier nel 1938. Tra gli interpreti figurano Charles Dance, Diana Rigg, Faye Dunaway ed Emilia Fox.
Trasmessa nel Regno Unito il 5 e 6 gennaio 1997 sulla rete ITV, negli Stati Uniti è andata in onda il 13 e 20 aprile dello stesso anno sulla rete PBS, come parte del programma Masterpiece Theatre.

## Trama
La storia racconta dell'incontro fra una dama di compagnia inglese e Maxim de Winter, animato inizialmente da chiare intenzioni suicide. L'uomo non riesce a farsi una ragione della scomparsa di Rebecca, sua moglie. Inizialmente si sospetterà che sia lui l'artefice dell'omicidio della donna e le indagini iniziano.